# 兵庫県立東播磨高等学校
兵庫県立東播磨高等学校（ひょうごけんりつ ひがしはりま こうとうがっこう）は、兵庫県加古郡稲美町中一色に所在する公立高等学校。

## 概要
1974年に東播二市三町組合立東播磨高等学校として開校し、全日制課程で普通科設置。制服は開校以来長く男子は詰襟、女子はセーラー服としてきたが、2023年度より私服登校が認められ、「標準服」（テスト期間や式典時に着用）として男女ともブレザー服を新たに採用した。

### 教育目標
- 高い知性
- 豊かな情操
- 逞しい意志と体力
- 個人の尊厳

### 教育方針
- 自ら学ぶ意欲や思考力、判断力、表現力等の能力を育て社会の変化に対応できる生徒を育成する。
- 他者の痛みが分かる心、思いやりの心、感謝する心を持ち、地域に信頼される生徒を育成する。
- 不屈の意志とそれに伴う強い体力を持ち、勤労を尊び、責任感の旺盛な生徒を育成する。
- 他人及び自己の尊厳を重んじ、自分に厳しく、高潔円満な人格を育成する。

## 沿革
- 1972年 - 7月 加古川市、高砂市、稲美町、播磨町、志方町の二市三町により広域行政協議会が設置される。
- 1973年 - 12月 加古川市、高砂市、稲美町、播磨町、志方町の二市三町広域行政協議会において、組合立普通科高等学校の開設を決定。
- 1974年 - 4月 東播二市三町組合立東播磨高等学校として開校。（高砂市曽根町御茶屋の県立松陽高等学校旧校舎で授業開始）。
- 1975年 - 1月 学校建設予定地の買収を完了。9月 校舎建築起工式（この9月13日が開校記念日）。
- 1976年 - 4月 校舎完成につき、現在地（加古郡稲美町中一色）に移転。
- 1977年 - 1月 県立移管し、兵庫県立東播磨高等学校となる。2月 校歌完成、同窓会「豊饒会」発会式。
- 1983年 - 10月 創立10周年・豊饒会館竣工記念式典を挙行。
- 1984年 - 3月 「万葉の庭」完成。
- 1993年 - 8月 「校訓碑」完成。
- 2012年 - 1月 耐震補強工事完了。4月 屋上にソーラーパネル設置、普通教室にエアコン設置。

## 類型科目
2年次と3年次では3種類の類型に分かれる。
- 自然科学類型 - 主に数学と理科
- 文理総合類型 - 理数系科目・文系科目を並行して学ぶ
- 人文社会類型 - 主に英語と社会

## 部活動

### 運動部
- 陸上競技部
- 野球部（選抜：出場1回）
- サッカー部（男子のみ）
- バスケットボール部
- バレーボール部
- 卓球部
- ソフトテニス部
- バドミントン部
- 剣道部
- 合気道部
- 柔道部
- ソフトボール部（女子のみ）
- 水泳部
- ハンドボール部（男子のみ）

主な成績
- 全国高等学校総合体育大会（インターハイ）での運動部の実績
  - 1978年 全国高等学校総合体育大会（福島県）
    - 陸上部…100M 5位

  - 1990年 全国高等学校総合体育大会（宮城県）
    - ソフトテニス部…女子個人 出場
    - 剣道部…男子個人 出場

  - 1994年 全国高等学校総合体育大会（富山県）
    - バドミントン部…男子団体 ベスト16・ダブルス・シングルス 出場
    - ソフトテニス部…女子個人 出場

  - 1995年 全国高等学校総合体育大会（鳥取県）
    - バドミントン部…男子団体・ダブルス・シングルス 出場

  - 1996年 全国高等学校総合体育大会（山梨県）
    - 水泳部…男子200M平泳ぎ 8位、男子100M平泳ぎ 6位
    - バドミントン部…男子ダブルス・シングルス 出場

  - 1997年 全国高等学校総合体育大会（京都府）
    - バドミントン部…男子団体・シングルス・ダブルス 出場
    - ソフトテニス部…男子個人 出場
    - 剣道部…女子個人 出場

  - 1999年 全国高等学校総合体育大会（岩手県）
    - バドミントン部…男子ダブルス 出場

  - 2000年 全国高等学校総合体育大会（岐阜県）
    - バドミントン部…男子ダブルス・シングルス 出場
    - 陸上部…女子400M 出場

  - 2006年 全国高等学校総合体育大会（大阪府）
    - 柔道部…男子個人（66kg級） 出場

  - 2007年 全国高等学校総合体育大会（佐賀県）
    - 剣道部…女子個人 出場

  - 2008年 全国高等学校総合体育大会（埼玉県）
    - ソフトテニス部…男子個人 ベスト64(/318)

  - 2009年 全国高等学校総合体育大会（近畿まほろば総体）
    - ソフトテニス部…男子個人 出場

  - 2010年 全国高等学校総合体育大会（美ら島沖縄総体）
    - ソフトテニス部…男子個人 ベスト64(/314)

- 国民体育大会での運動部の実績
  - 2007年 秋田わか杉国体（秋田県）
    - 剣道部…少年女子 第5位

- 2021年 第93回選抜高等学校野球大会
  - 野球部…21世紀枠に選出され甲子園初出場[2]、初戦敗退

### 文化部
- 吹奏楽部
- 合唱部
- 華道部
- 茶道部
- 演劇部
- 新聞部
- 写真部
- 文芸部
- 美術部
- 書道部
- 将棋部
- 放送部
- 邦楽部
- 電子技術部
- 家庭部
- ESS部

主な業績
全国高等学校総合文化祭での実績
- 1992年 全国高等学校総合文化祭（沖縄大会）
  - 美術部…美術工芸部門 文化連盟賞
  - 邦楽部…日本音楽部門 文化連盟賞
  - 書道部…書道部門 文化連盟賞
- 1994年 全国高等学校総合文化祭（愛媛大会）
  - 美術部…美術工芸部門 文化連盟賞
- 1995年 全国高等学校総合文化祭（新潟大会）
  - 美術部…美術工芸部門 文化連盟賞
  - 放送部…放送部門 アナウンス 文化連盟賞
- 1996年 全国高等学校総合文化祭（北海道大会）
  - 美術部…美術工芸部門 文化連盟賞
- 1997年 全国高等学校総合文化祭（奈良大会）
  - 美術部…美術工芸部門 文化連盟賞
  - 合唱部…合唱部門 文化連盟賞
- 1998年 全国高等学校総合文化祭（鳥取大会）
  - 美術部…美術工芸部門 文化連盟賞
  - 放送部…放送部門 朗読 奨励賞（1位）
  - 書道部…書道部門 文化連盟賞
- 1999年 全国高等学校総合文化祭（山形大会）
  - 美術部…美術工芸部門 文化連盟賞
  - 放送部…放送部門 アナウンス 奨励賞（1位）・アナウンス 文化連盟賞・朗読 文化連盟賞・ビデオメッセージ 文化連盟賞
- 2000年 全国高等学校総合文化祭（静岡大会）
  - 美術部…美術工芸部門 文化連盟賞
  - 放送部…放送部門 朗読 文化連盟賞
  - 書道部…書道部門 文化連盟賞
- 2001年 全国高等学校総合文化祭（福岡大会）
  - 美術部…美術工芸部門 文化連盟賞
- 2002年 全国高等学校総合文化祭（神奈川大会）
  - 美術部…美術工芸部門 文化連盟賞
  - 新聞部…新聞部門 文化連盟賞
- 2003年 全国高等学校総合文化祭（福井大会）
  - 美術部…美術工芸部門 文化連盟賞
  - 放送部…放送部門 ビデオメッセージ 文化連盟賞
  - 書道部…書道部門 文化連盟賞
- 2004年 全国高等学校総合文化祭（徳島大会）
  - 美術部…美術工芸部門 文化連盟賞
- 2005年 全国高等学校総合文化祭（青森大会）
  - 美術部…美術工芸部門 文化連盟賞
  - 書道部…書道部門 文化連盟賞
  - 新聞部…新聞部門 文化連盟賞
- 2006年 全国高等学校総合文化祭（京都大会）
  - 美術部…美術工芸部門 文化連盟賞
  - 放送部…放送部門 ビデオメッセージ 優秀賞（1位）
  - 書道部…書道部門 文化連盟賞
- 2007年 全国高等学校総合文化祭（島根大会）
  - 美術部…美術工芸部門 文化連盟賞
- 2008年 全国高等学校総合文化祭（群馬大会）
  - 美術部…美術工芸部門 文化連盟賞
  - 書道部…書道部門 文化連盟賞

- 2017年 全国高等学校総合文化祭（宮城大会）
  - 演劇部…演劇部門（第63回全国高等学校演劇大会）最優秀賞受賞[3]
    - 受賞作の「アルプススタンドのはしの方」を原作として、映画が2020年7月24日に全国公開された[4][5]。また、この作品は、全国の高校で上演され、2019年の6月には東京・浅草九劇でリメイク上演されており、「浅草ニューフェイス賞」を受賞している[6]。

放送部
- NHK杯全国高校放送コンテストに18年連続出場中（2012年現在）。NHK杯全国高校放送コンテストにおいては過去3回、全国高等学校総合文化祭放送部門においても過去3回の全国優勝の実績がある。また甲子園球場で行われる夏の全国高等学校野球選手権大会や2006年に兵庫県で開催されたのじぎく兵庫国体の高校野球（硬式）の開会式・閉会式の司会なども努めた。

NHK杯全国高校放送コンテスト上位入賞歴
- 1983年 NHK杯全国高校放送コンテスト
  - 朗読部門 優勝
- 1998年 第45回NHK杯全国高校放送コンテスト
  - 朗読部門入選（5位）、朗読部門入選（5位）
- 1999年 第46回NHK杯全国高校放送コンテスト
  - ラジオ番組第Ⅰ部門優勝、アナウンス部門入選（5位）、アナウンス部門入選（5位）、テレビ番組第Ⅰ部門制作奨励（6位）、研究発表部門入選（5位）、創作ラジオドラマ部門入選（5位）
- 2000年 第47回NHK杯全国高校放送コンテスト
  - 創作テレビドラマ部門準優勝、テレビ番組ドキュメント部門制作奨励（6位）
- 2001年 第48回NHK杯全国高校放送コンテスト
  - 創作テレビドラマ部門優勝、朗読部門入選（5位）、朗読部門入選（5位）、ラジオ番組ドキュメント部門優良（4位）、テレビ番組ドキュメント部門入選（5位）
- 2002年 第49回NHK杯全国高校放送コンテスト
  - アナウンス部門入選（5位）
- 2003年 第50回NHK杯全国高校放送コンテスト
  - ラジオドキュメント部門制作奨励（6位）、テレビドキュメント部門制作奨励（6位）、創作テレビドラマ部門入選（5位）
- 2004年 第51回NHK杯全国高校放送コンテスト
  - ラジオドキュメント部門制作奨励（6位）、テレビドキュメント部門制作奨励（6位）、創作ラジオドラマ部門制作奨励（6位）、創作テレビドラマ部門入選（5位）
- 2005年 第52回NHK杯全国高校放送コンテスト
  - テレビドキュメント部門優秀（3位）、ラジオドキュメント部門優良（4位）、創作テレビドラマ部門制作奨励（6位）
- 2006年 第53回NHK杯全国高校放送コンテスト
  - 創作テレビドラマ部門準優勝、テレビドキュメント部門優良（4位）
- 2007年 第54回NHK杯全国高校放送コンテスト
  - 創作テレビドラマ部門優秀（3位）、ラジオドキュメント部門制作奨励（6位）、テレビドキュメント部門制作奨励（6位）
- 2008年 第55回NHK杯全国高校放送コンテスト
  - 創作テレビドラマ部門入選（5位）、ラジオドキュメント部門入選（5位）

- 2016年 第63回NHK杯全国高校放送コンテスト
  - 創作ラジオドラマ部門優良（3位）、ラジオドキュメント（4位）、テレビドキュメント（4位）、創作テレビドラマ部門・研究発表部門・アナウンス部門・朗読部門全国出場

高校野球開会式・閉会式司会歴（兵庫県では1997年度より始まる）
- 1998年 全国高等学校野球選手権大会（甲子園球場）開会式司会 中谷麻意
- 1998年 全国高等学校野球選手権兵庫大会（明石球場）閉会式司会（西兵庫担当） 安西直美
- 1999年 全国高等学校野球選手権大会（甲子園球場）開会式司会 藤原紀子
- 2000年 全国高等学校軟式野球選手権大会（明石球場）開会式・閉会式司会 大加茂明子
- 2001年 全国高等学校軟式野球選手権大会（明石球場）開会式・閉会式司会 池田真由
- 2002年 全国高等学校野球選手権兵庫大会（明石球場）開会式司会 野原優子
- 2003年 全国高等学校野球選手権兵庫大会（姫路球場）開会式司会 鶴居絵里奈
- 2004年 全国高等学校軟式野球選手権大会（明石球場）開会式・閉会式司会 松本勝太郎
- 2006年 のじぎく兵庫国体高校野球（硬式）（高砂球場）開会式・閉会式・3位表彰式司会 藤田真代・今出真奈実
- 2016年 第98回全国高等学校野球選手権兵庫大会（姫路球場）開会式司会・柿埜瑞季
- 2017年 第99回全国高等学校野球選手権大会（甲子園球場）開会式司会・柿埜瑞季
- 2017年 全国高等学校軟式野球選手権大会（明石球場）開会式・閉会式司会 大路眞央

- その他特記事項
  - 2004年4月28日にやまだひさしのラジアンリミテッドDX（JFN）の1コーナー「ポカリスエット・ザ☆学校キャラバン」（提供：大塚製薬）の第1回目の学校に選ばれる。当日の生放送ではmihimaru GTのセカンドシングル「帰ろう歌」の東播磨高校ヴァージョンが披露された。

- 美術部
全国高等学校総合文化祭に19年連続出場中（2012年現在）。

## 著名な出身者
- 上田美和 - 漫画家
- スパイシー八木 - タレント、ラジオパーソナリティ
- 安西なをみ - 声優、ナレーター
- 山田勝己[7] - SASUKEオールスターズ
- 黒木茜[8] - 馬術選手。リオオリンピック出場。